# Niederfell
Niederfell település Németországban, Rajna-vidék-Pfalz tartományban. Lakosainak száma 970 fő (2023. december 31.).

## Népesség
A település népességének változása:
| Lakosok száma | 1232 | 1037 | 1019 | 987  | 1005 | 970  |
|               | 1975 | 2017 | 2019 | 2021 | 2022 | 2023 |